# SCR Altach

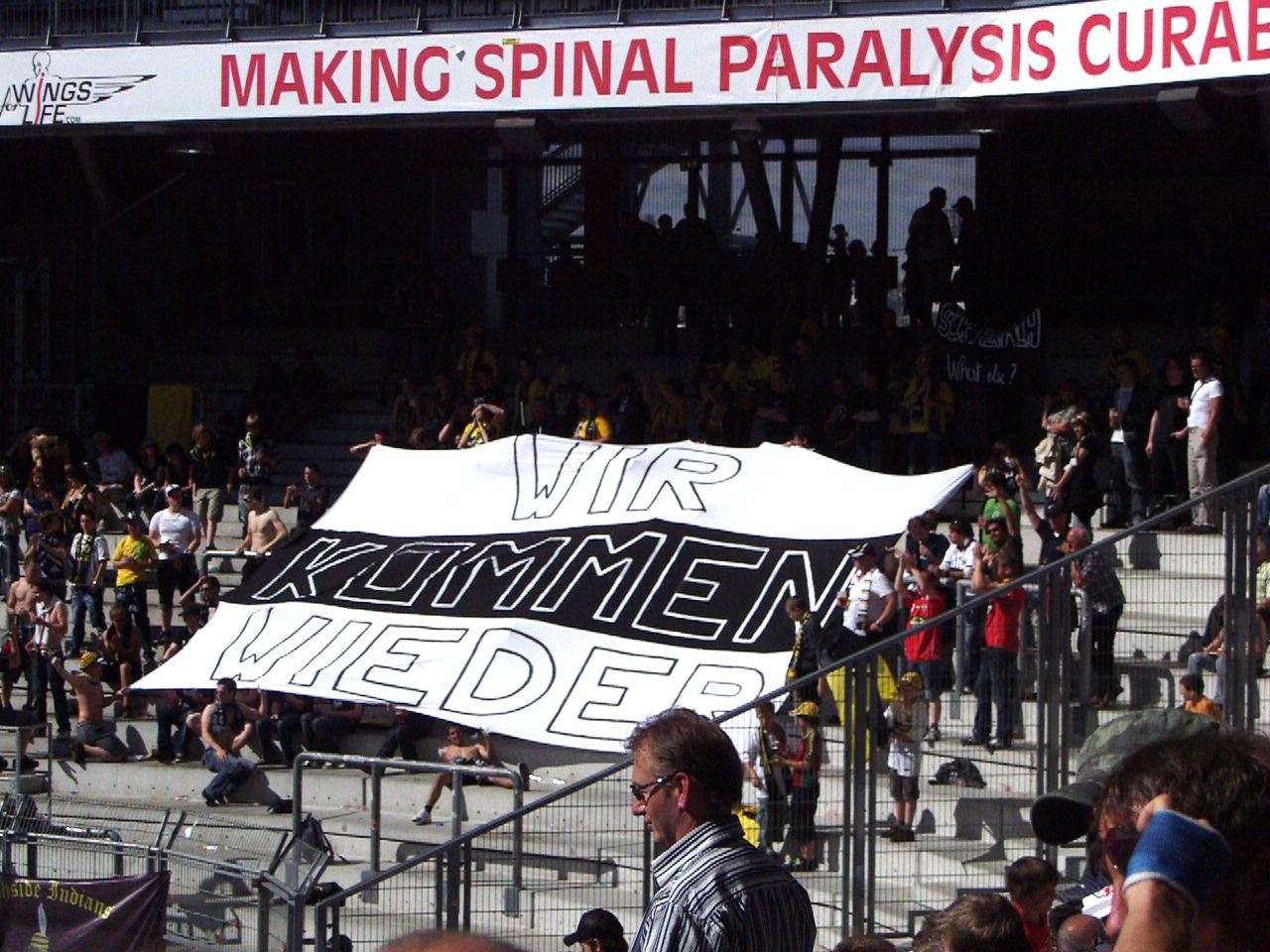
Altach-Fans beim letzten Spiel der Saison 2008/09 vor dem Abstieg in die Erste Liga

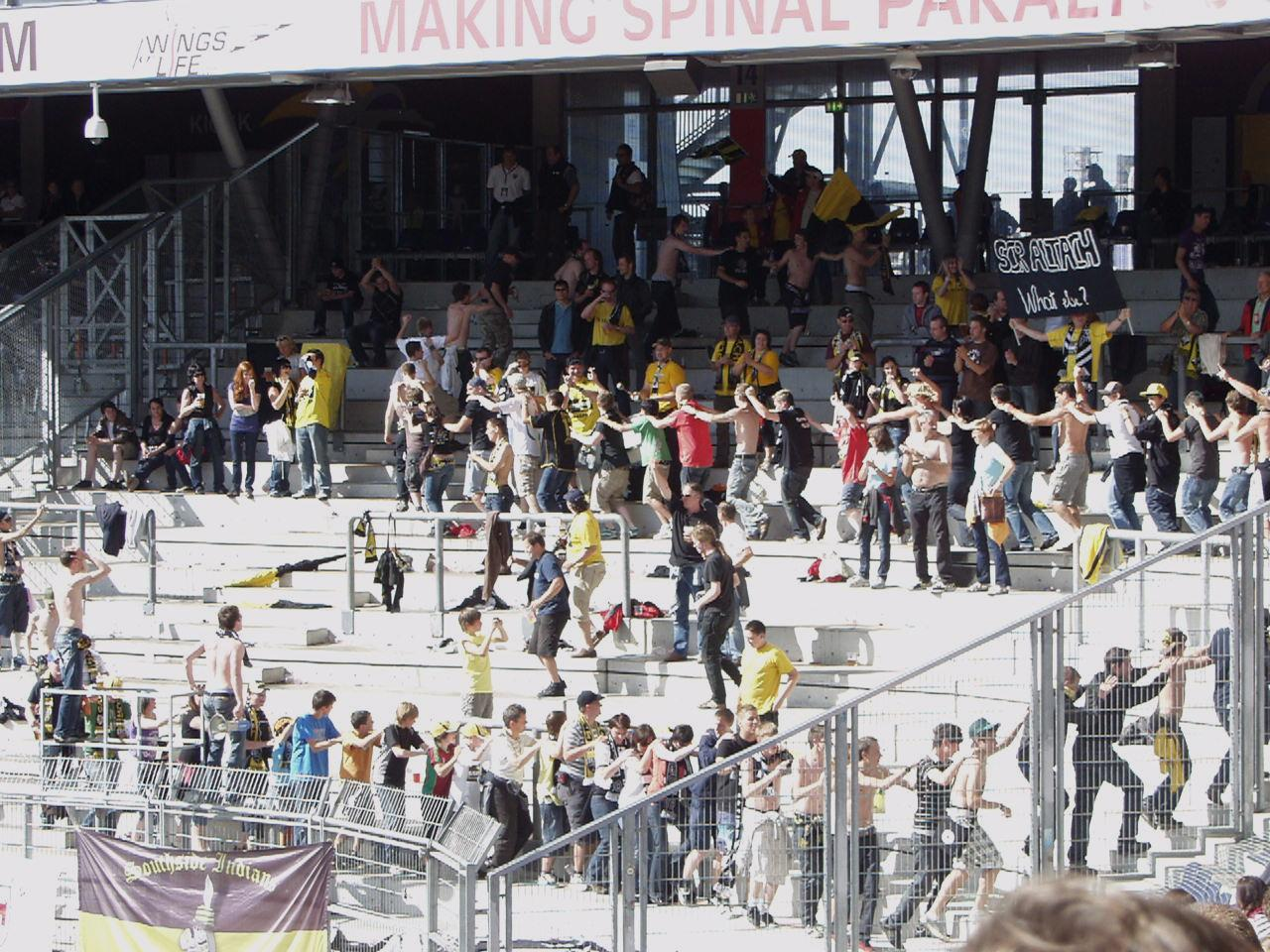
Die Fans feiern den 4:1-Auswärtssieg gegen den FC Red Bull Salzburg

Der Sportclub Rheindorf Altach, kurz SCR Altach oder einfach nur SCRA, ist ein Fußballverein aus Altach in Vorarlberg. Der Verein spielt derzeit in der Bundesliga und trägt seine Heimspiele im Stadion Schnabelholz aus. Die Vereinsfarben sind Schwarz und Weiß. Die Profifußballabteilung ist seit dem 1. Juli 2016 in die SCR Altach Spielbetriebs GmbH ausgegliedert, deren einziger Gesellschafter der Verein ist.

## Geschichte
Der SC Rheindorf Altach hat seine Wurzeln im Turnerbund Altach. Am 26. Dezember 1929 stellte Anton Giesinger – unterstützt durch Julius Längle, Erwin Fend und Manfred Monz – einen Antrag auf Gründung einer Fußballabteilung im bereits bestehenden Turnerbund. Diesem wurde nach längerer Diskussion zugestimmt und Erwin Fend wurde zum ersten Abteilungsleiter bestellt. Bereits 1930 nahmen die Fußballer als FA Turnerbund Altach in der Vorarlberger B-Klasse den Spielbetrieb auf. Im Jahr 1937 musste der Spielbetrieb wieder eingestellt werden. Erst am 1. März 1946 wurde die Sportvereinigung Altach (SV Altach) als Nachfolger des Turnerbundes gegründet. Bereits einen Tag später, am 2. März 1946, folgte die Gründungsversammlung der Sektion Fußball innerhalb der Sportvereinigung Altach. 1949 wurde die Sportvereinigung wieder aufgelöst. Die Sektion Fußball erreichte damit am 5. März 1949 ihre Eigenständigkeit und gab sich den Namen Sportclub Rheindorf Altach und pendelte den folgenden Jahren zwischen der 1. Klasse Oberland und der Landesliga.
Im Jahr 1986 konnten sich die Schwarz-Weißen erstmals in der Vorarlberger Landesliga durchsetzen und in die drittklassige Regionalliga West aufsteigen. Hier konnte sich der SC Rheindorf Altach rasch unter den führenden Vereinen festsetzen und nach einem zweiten Platz (1989) 1991 erstmals als Regionalliga-Meister deutlich vor dem Salzburger AK 1914 in die 2. Division aufsteigen. Als Tabellenletzter musste der Klub dann ins Abstiegsplayoff, bei dem am Ende ein Punkt zum Klassenerhalt fehlte. Erst 1997 gelang die Rückkehr als Regionalliga-Meister, doch abermals sollte auch 1997/98 ein Punkt zum Klassenerhalt fehlen. 2004 nahmen die Vorarlberger erneut Anlauf auf die nunmehr Erste Liga genannte zweite Spielklasse, nachdem auch die neue Hürde Relegation mit insgesamt 6:4 gegen den FC Lustenau 07 gemeistert worden war.
Dieses Mal etablierten sich die Vorarlberger in der Liga und fixierten in der Saison 2005/06 mit einem 1:0-Erfolg vor 7500 Zuschauern in der vorletzten Meisterschaftsrunde gegen den SC Austria Lustenau sogar den erstmaligen Aufstieg in die Bundesliga. In der Debütsaison 2006/07 erreichten die Schwarz-Weißen den achten Tabellenrang. Diese Platzierung konnten sie in der Folgesaison 2007/08 wiederholen. In der Saison 2008/09 befanden sie sich von Anfang an in den unteren Tabellenregionen, nach der Hinrunde blieb mit nur zehn Punkten der letzte Platz. In der Rückrunde lieferten sie sich ein packendes Duell mit dem SV Mattersburg gegen den Abstieg, das bis zum letzten Spieltag anhielt. Am letzten Spieltag hätten sie gegen den bereits als Meister feststehenden FC Red Bull Salzburg – bei einer hohen Niederlage von Mattersburg – einen hohen Auswärtssieg zur Rettung benötigt. Den Altachern gelang mit einem 4:1 die Sensation, aber auch der SV Mattersburg gewann sein Spiel.
In der Saison 2009/10 spielten die Vorarlberger in der Ersten Liga lange Zeit um den sofortigen Wiederaufstieg mit. In der Abschlusstabelle musste sich der Club jedoch mit dem dritten Platz begnügen. Auch in der folgenden Saison 2010/11 spielte die Mannschaft wieder lange Zeit um den Aufstieg in die Bundesliga mit. Nach dem letzten Spiel der Saison trennte die Altacher nur ein Punkt von der Meisterschaft, hinter dem FC Admira Wacker Mödling wurden sie Zweiter der Abschlusstabelle. Auch in der Saison 2011/12 scheiterten sie bei dem Versuch, in die höchste Spielklasse aufzusteigen. Die Altacher wurden sechs Punkte hinter Meister Wolfsberger AC/St. Andrä Vizemeister; nichts daran ändern konnte auch, dass Trainer Adi Hütter acht Spieltage vor Ende der Saison durch Edmund Stöhr ersetzt wurde. Zur Saison 2012/13 übernahm der Deutsche Rainer Scharinger, ehemaliger Trainer des deutschen Zweitligisten Karlsruher SC, den Posten des Cheftrainers mit dem Ziel Aufstieg in die österreichische Bundesliga. Nach einem halben Jahr wurde Scharinger Anfang Januar 2013 noch während der Winterpause wieder beurlaubt und durch Damir Canadi ersetzt. Mit seiner Bestellung konnten die Rheindörfler in der Frühjahrssaison 2013 nach einem katastrophalen Herbst mit 13 Punkten Rückstand auf Herbstmeister SC Austria Lustenau noch den zweiten Platz vor dem Lokalrivalen erreichen.
Für die Saison 2013/14 wurde erneut der Aufstieg in die Bundesliga als Ziel ausgegeben. Nach einem vielversprechenden Start konnte sich der SCR Altach am 22. November mit fünf Punkten Vorsprung auf den Kapfenberger SV den Herbstmeistertitel sichern. Durch gute Leistungen und Patzer der Konkurrenz baute er das Polster immer weiter aus und konnte am 29. April, vier Spieltage vor Ende der Saison, den Gewinn der Meisterschaft und damit verbunden den Aufstieg in die Bundesliga feiern. Am Ende der Saison hatte der SCR Altach 73 Punkte gesammelt und einen Vorsprung von 14 Zählern erspielt.
Die Bundesliga-Saison 2014/15 schloss er als Dritter ab. Mit 59 Punkten überholte er den Grazer AK als bisher besten Aufsteiger der Bundesliga-Geschichte. Außerdem qualifizierte sich der Verein für die dritte Qualifikationsrunde der UEFA Europa League 2015/16. Dies war zuvor noch keinem Vorarlberger Verein gelungen. Nach zwei Siegen gegen die Portugiesen von Vitória Guimarães mit einem Gesamtscore von 6:2 stieg Altach in die Play-off-Runde auf. Dort scheiterte Altach nach einem 0:1 daheim im Hinspiel und einem torlosen Remis im Rückspiel an Belenenses Lissabon. Im zweiten Jahr nach dem Aufstieg schlossen die Altacher die Bundesliga-Saison 2015/16 auf dem achten Platz mit 40 Punkten ab. Die Doppelbelastung zu Beginn der Saison mit der Europa League und zahlreiche Verletzungen sorgten dafür, dass sich die Rheindörfler sehr schwer taten und bis zum Ende der Saison in Abstiegsangst waren. Die Saison 2016/17 war für Altach Traum und Albtraum zugleich. Der Verein beendete das Jahr 2016 sensationell als Winterkönig. Im November wurde Trainer Damir Canadi vom SK Rapid Wien abgeworben. Unter seinem Nachfolger Martin Scherb schloss Altach das Frühjahr als zweitschlechteste Mannschaft ab und erreichte schlussendlich den vierten Platz. Der Pokalsieg von Red Bull Salzburg gegen Rapid Wien sorgte spät dafür, dass der SCRA als Nachrücker erneut an der Qualifikation für die Euroleague der Folgesaison teilnehmen durfte.
In der 1. Qualifikationsrunde der UEFA Europa League 2017/18 siegten die Altacher gegen Tschichura Satschchere aus Georgien mit 1:0 bzw. 1:1. Die 2. Runde überstanden sie ebenfalls, dieses Mal gegen den belarussischen Club FK Dinamo Brest. Nach einem 1:1-Unentschieden setzten sich die Altacher mit einem klaren 3:0-Auswärtssieg durch. Dasselbe geschah erneut in der dritten Runde, dieses Mal gegen den belgischen Spitzenklub KAA Gent. Im Play-off scheiterten sie knapp am israelischen Rekordmeister Maccabi Tel Aviv mit dem Gesamtscore 2:3. Die Saison 2017/18 begann unter dem neuen Trainer Klaus Schmidt aufgrund der Doppelbelastung mäßig. Nach insgesamt 31 Pflichtspielen im Herbst beendeten sie das Jahr 2017 auf Platz sieben, die Spielzeit schließlich auf dem achten Rang. Da das Mindestziel der Altacher verfehlt worden war, konnte Altach eine Klausel ziehen und so den Vertrag mit Schmidt beenden, was der Klub schließlich auch tat. Sein Nachfolger wurde zur Saison 2018/19 Werner Grabherr, der den Klub davor schon zweimal interimistisch betreut hatte. Sein Engagement als Cheftrainer misslang aber, im März 2019 musste er auf dem letzten Tabellenrang liegend seinen Platz räumen. Nach zwei Wochen mit Wolfgang Luisser als Interimstrainer übernahm Ende des Monats der Ex-Spieler Alex Pastoor. Unter dem Niederländer stabilisierten sich die Vorarlberger wieder und holten schließlich zu Saisonende noch mit acht Punkten Vorsprung auf Absteiger Innsbruck den Klassenerhalt. In der Saison 2019/20 befanden sie sich über die ganze Spielzeit hinweg im Mittelfeld der Tabelle, zu Saisonende belegten sie Rang acht und waren somit am Österreich-internen Europacup-Playoff teilnahmeberechtigt, in diesem schieden sie allerdings bereits in Runde eins gegen die Wiener Austria aus. In der Saison 2020/21 waren sie im Grunddurchgang wieder im Abstiegskampf dabei, nach 18 Runden wurde Pastoor im Februar 2021 freigestellt, Altach war zu jenem Zeitpunkt Letzter, und die Altach-Trainerlegende Damir Canadi übernahm den Verein ein zweites Mal. Unter seinen Fittichen erreichte der Ländleklub ungefährdet (er hatte zehn Punkte Vorsprung auf den Letzten SKN) den Klassenerhalt. Zu Beginn der Saison 2021/22 brach Altach aber auch unter Canadi ein, zur Winterpause auf dem letzten Rang liegend wurde der Wiener schließlich freigestellt. Altach scheiterte diesmal vor allem an der miserablen Torausbeute, zur Winterpause hatte er erst zehn Tore erzielt und stellte somit den schlechtesten Angriff der Liga, die zweitschlechteste Offensive hatte die Admira mit 21 Treffern. Zudem wurde im Dezember 2021 publik, dass sich die Führungsspieler Atdhe Nuhiu und Jan Zwischenbrugger gegen den Trainer Canadi, zunächst ohne dessen Wissen, verbündet hatten und intern die Taktik versucht hatten zu übernehmen. Neuer Trainer wurde Ludovic Magnin, er erhielt einen Vertrag bis 2023. Altach, das bei Magnins Amtsantritt noch auf dem letzten Platz gelegen hatte, beendete die Saison auf dem 11. Platz und vermied mit einem Punkt Vorsprung den Abstieg. Trainer Magnin zog jedoch am Ende der Saison eine Ausstiegsklausel und ging nach Lausanne.
Als Trainer für die Saison 2022/23 verpflichtete man den deutschen Weltmeister und WM-Rekordtorschützen Miroslav Klose. Nach 24 Pflichtspielen wurde er von seinen Aufgaben entbunden und durch Rückkehrer Klaus Schmidt ersetzt, der am vorletzten Spieltag den Klassenerhalt sicherte, den Verein aber anschließend freiwillig wieder verließ. Zur Saison 2023/24 übernahm der bisherige Co-Trainer Joachim Standfest das Team und belegte am Ende den zehnten Platz.

## Vereinsleitung
- Präsidium:
  - Präsident Peter Pfanner
  - Vizepräsident Werner Gunz
  - Obmann Harald Oberdorfer
  - Vizeobmann Christoph Begle

## Spielstätten

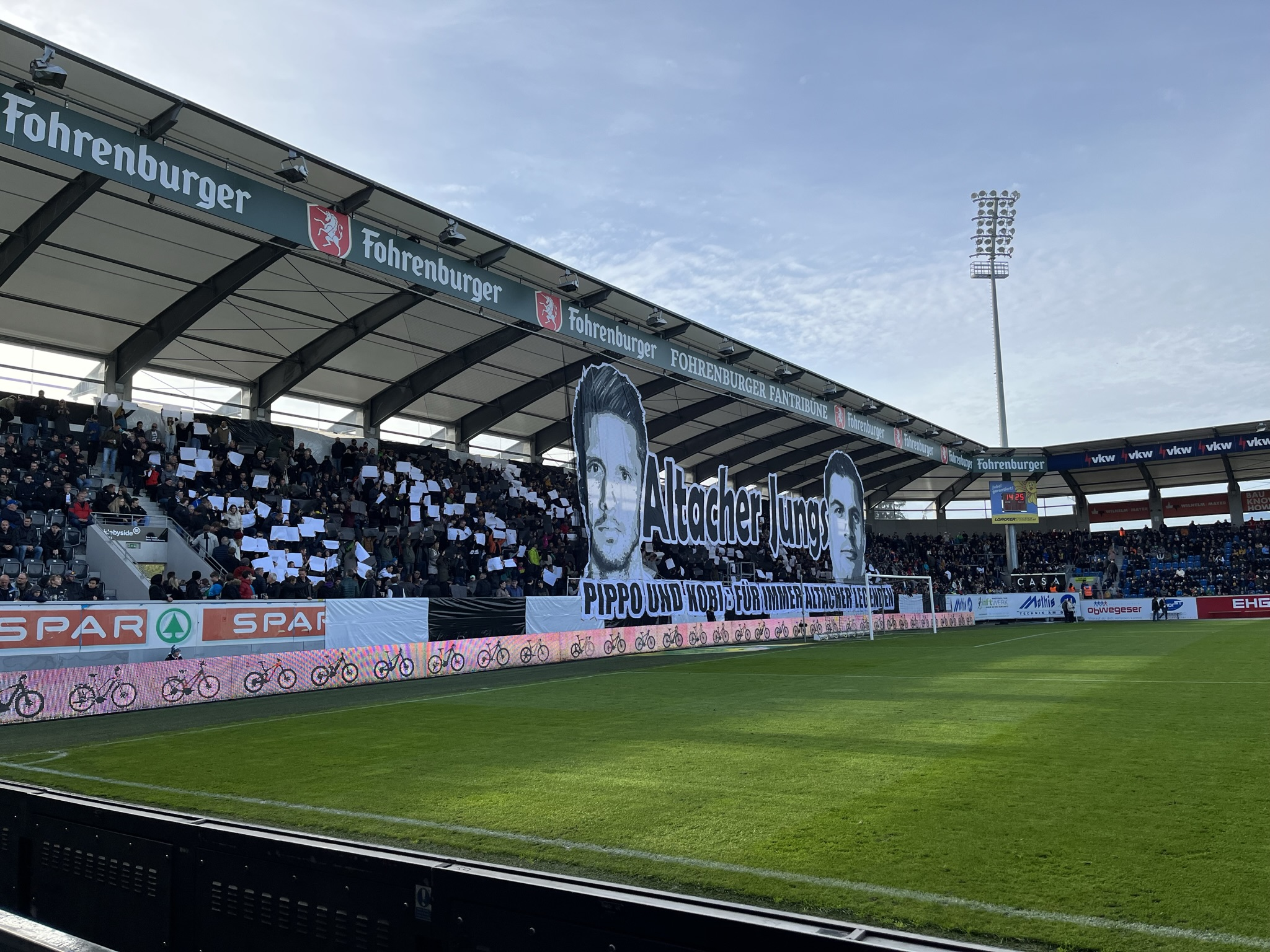
Das Stadion nach dem Umbau während eines Bundesligaspiels gegen Sturm Graz (2022)

Von 1950 bis 1990 spielte der SC Rheindorf Altach am Sportplatz Riedle. Seit Eröffnung des Stadions Schnabelholz im Juni 1990 wird der Sportplatz Riedle nur noch als Trainingsplatz für Nachwuchsspieler genutzt. Infolge des Aufstiegs in die Bundesliga wurde das Stadion weiter ausgebaut, im Winter 2007 wurde eine neue Westtribüne errichtet und das Fassungsvermögen nach eigenen Angaben auf 8500 Zuseher bei 3000 Sitzplätzen erhöht. Im Sommer 2015 wurde weiter in das Stadion investiert: Das Spielfeld wurde auf die internationalen Maße von 105 × 68 Laufmeter erweitert und mit einer Rasenheizung versehen. Weiters wurde die Flutlichtanlage aufgerüstet, um den Anforderungen des HD-Fernsehzeitalters und den verschärften Lizenzbestimmungen gerecht zu werden und durch den Endausbau der Westtribüne kamen rund 500 überdachte Sitzplätze dazu. Seit der Fertigstellung der Nordtribüne sind sämtliche Plätze überdacht.

## Kampfmannschaft

### Trainerteam
Stand: 1. Juli 2025
| Funktion       | Name               | Geburtsdatum | Nationalität | beim Verein seit | letzter Verein |
| -------------- | ------------------ | ------------ | ------------ | ---------------- | -------------- |
| Trainer        | Fabio Ingolitsch   | 10.04.1992   | Osterreich   | 10/2024          | FC Zürich U-21 |
| Co-Trainer     | Atdhe Nuhiu        | 29.07.1989   | Kosovo       | 10/2024          | Spieler        |
| Co-Trainer     | Louis Ngwat-Mahop  | 16.09.1987   | Kamerun      | 07/2021          | SCR Altach II  |
| Torwarttrainer | Sebastian Brandner | 08.02.1983   | Osterreich   | 07/2025          | SCR Altach     |
| Torwarttrainer | Martin Kobras      | 19.06.1986   | Osterreich   | 07/2025          | FC Rotenberg   |

### Aktueller Kader
Stand: 15. August 2025
| Rücken- nummer | Name                  | Geburtsdatum | Nationalität | beim Verein seit | letzter Verein               |     |
| Tor            | Tor                   | Tor          | Tor          | Tor              | Tor                          | Tor |
| -------------- | --------------------- | ------------ | ------------ | ---------------- | ---------------------------- | --- |
| 01             | Dejan Stojanović      | 19.07.1993   | Osterreich   | 07/2023          | SSV Jahn Regensburg          |     |
| 31             | Daniel Antosch        | 07.03.2000   | Osterreich   | 07/2025          | Nea Salamis Famagusta        |     |
| 33             | Paul Piffer           | 08.04.2006   | Osterreich   | 07/2023          | AKA Vorarlberg               |     |
| Verteidigung   |                       |              |              |                  |                              |     |
| 05             | Lukas Gugganig        | 14.02.1995   | Osterreich   | 07/2022          | VfL Osnabrück                |     |
| 12             | Leonardo Lukacevic    | 21.01.1999   | Osterreich   | 07/2023          | FC Admira Wacker Mödling     |     |
| 15             | Paul-Friedrich Koller | 22.02.2002   | Osterreich   | 07/2023          | Grazer AK                    |     |
| 22             | Pascal Juan Estrada   | 12.03.2002   | Osterreich   | 02/2024          | NK Olimpija Ljubljana        |     |
| 23             | Benedikt Zech         | 03.11.1990   | Osterreich   | 01/2025          | Pogoń Stettin                |     |
| 25             | Sandro Ingolitsch     | 18.04.1997   | Osterreich   | 08/2023          | SK Sturm Graz                |     |
| 27             | Filip Milojevic       | 09.02.2005   | Osterreich   | 07/2024          | Bayer 04 Leverkusen U-19     |     |
| 29             | Mohamed Ouédraogo     | 02.01.2003   | Burkina Faso | 07/2023          | SCR Altach II                |     |
| Mittelfeld     |                       |              |              |                  |                              |     |
| 06             | Vesel Demaku          | 05.02.2000   | Kosovo       | 01/2024          | SK Sturm Graz                |     |
| 07             | Luca Kronberger       | 15.02.2002   | Osterreich   | 07/2024          | SK Sturm Graz                |     |
| 08             | Mike-Steven Bähre     | 10.08.1995   | Deutschland  | 01/2023          | vereinslos (zuvor SV Meppen) |     |
| 17             | Lukas Jäger           | 12.02.1994   | Osterreich   | 07/2022          | SK Sturm Graz                |     |
| 18             | Patrick Greil         | 08.09.1996   | Osterreich   | 07/2025          | SV Sandhausen                |     |
| 19             | Diego Madritsch       | 02.08.2005   | Osterreich   | 07/2024          | SV Ried                      |     |
| 20             | Alexander Gorgon      | 28.10.1988   | Osterreich   | 01/2025          | Pogoń Stettin                |     |
| 26             | Erkin Yalcin          | 14.06.2004   | Osterreich   | 11/2024          | SCR Altach II                |     |
| 28             | Yann Massombo         | 12.02.2000   | Frankreich   | 07/2025          | Clermont Foot                |     |
| Angriff        |                       |              |              |                  |                              |     |
| 09             | Marlon Mustapha       | 24.05.2001   | Osterreich   | 02/2025          | Como 1907 (Leihe)            |     |
| 10             | Ousmane Diawara       | 10.10.1999   | Schweden     | 01/2024          | Landskrona BoIS              |     |
| 24             | Salif Tietietta       | 29.11.2004   | Burkina Faso | 07/2024          | SC Majestic                  |     |
| 40             | Anteo Fetahu          | 10.07.2002   | Albanien     | 07/2023          | FC Dornbirn 1913             |     |

### Transfers
Stand: 15. August 2025
| Zugänge: | Abgänge: |
| Sommer 2025 | Sommer 2025 |
| --- | --- |
| - Daniel Antosch (Nea Salamis Famagusta) - Patrick Greil (SV Sandhausen) - Yann Massombo (Clermont Foot) - Anteo Fetahu (Schwarz-Weiß Bregenz, Leih-Ende) | - Lukas Fadinger (FC Motherwell) - Lukas Fridrikas (TSV Hartberg) - Ammar Helac (TSV Hartberg) - Djawal Kaiba (FC Wil) - Damian Maksimovic (Schwarz-Weiß Bregenz) - Samuel Mischitz (SC Retz) - Christian Gebauer (vereinslos) - Florian Dietz (1. FC Köln, Leih-Ende) - Dijon Kameri (FC Red Bull Salzburg, Leih-Ende) - Steve Noode (FC Schalke 04, Leih-Ende) |

## Europacupbilanz
| Saison  | Wettbewerb         | Runde                  | Gegner                 | Gesamt | Hin     | Rück    |
| ------- | ------------------ | ---------------------- | ---------------------- | ------ | ------- | ------- |
| 2015/16 | UEFA Europa League | 3. Qualifikationsrunde | Vitória Guimarães      | 6:2    | 2:1 (H) | 4:1 (A) |
| 2015/16 | UEFA Europa League | Play-offs              | Belenenses Lissabon    | 0:1    | 0:1 (H) | 0:0 (A) |
| 2017/18 | UEFA Europa League | 1. Qualifikationsrunde | Tschichura Satschchere | 2:1    | 1:0 (A) | 1:1 (H) |
| 2017/18 | UEFA Europa League | 2. Qualifikationsrunde | FK Dinamo Brest        | 4:1    | 1:1 (H) | 3:0 (A) |
| 2017/18 | UEFA Europa League | 3. Qualifikationsrunde | KAA Gent               | 4:2    | 1:1 (A) | 3:1 (H) |
| 2017/18 | UEFA Europa League | Play-offs              | Maccabi Tel Aviv       | 2:3    | 0:1 (H) | 2:2 (A) |

Gesamtbilanz: 12 Spiele, 5 Siege, 5 Unentschieden, 2 Niederlagen, 18:10 Tore (Tordifferenz +8)

## II. Mannschaft
Die zweite Mannschaft des SC Rheindorf Altach spielte zuletzt in der Eliteliga Vorarlberg, der dritthöchsten Leistungsstufe. Nach der Saison 2019/20 wurde die Mannschaft aufgelöst. Nach einer Spielzeit Pause nahm die Mannschaft zur Saison 2021/22 den Spielbetrieb wieder auf und wurde in die Vorarlbergliga eingegliedert.

## Sponsoren

Altes Logo mit Sponsor (2005 bis 2025)

In den ersten erfolgreichen Jahren der frühen 1990er Jahre lautete der Vereinsname Vaillant SC Rheindorf Altach. Durch den Aufstieg in die damalige 2. Division und der dadurch entstehenden Namenskonkurrenz zum VfB Vaillant Mödling wurde der Verein wieder in SC Rheindorf Altach umbenannt. Nach dem Einstieg der Firma „Enjo“ hieß der Verein bis 2005 Enjo SC Rheindorf Altach. Durch einen Sponsorenwechsel in der Winterpause 2005/06 zu dem Sportwettenanbieter Cashpoint änderte sich der Vereinsname hin zu Cashpoint SC Rheindorf Altach. Nach zusätzlichen Sponsorzahlungen zur Finanzierung des Stadionausbaus wurde das Schnabelholz im Juni 2007 in „Cashpoint-Arena“ umbenannt. Das Budget für die Spielzeit 2015/16 betrug lediglich 3,5 Millionen Euro.
Mit Beginn der Saison 2025/26 ist der SCR Altach wieder zum sponsorenfreien Ursprungslogo als Vereinswappen zurückgekehrt.

## Erfolge
- 2 × Meister Zweite Spielstufe: 2006, 2014 (Erste Liga)
- 3 × Meister Dritte Spielstufe: 1991, 1997, 2004 (Regionalliga West)
- 1 × Meister Vierte Spielstufe: 1986 (Vorarlbergliga)
- 5 + 1 × Vorarlberger Cupsieger: 1987, 1988, 1993, 2002, 2003 sowie 2013[22] (Amateure)